# Jeff Vermeulen
Jeff Vermeulen (Zwolle, 7 de octubre de 1988) es un ciclista neerlandés.
El 7 de agosto de 2013 dio positivo en un control antidopaje. El 20 de noviembre de ese año, una segunda prueba de dopaje dio resultado positivo por lo que fue despedido por su equipo, el conjunto Metec. A la espera de una decisión, fue suspendido provisionalmente por la federación nacional de ciclismo. Finalmente, fue absuelto de los cargos por dopaje.

## Palmarés
2012
- 1 etapa del Tour de Olympia
- 1 etapa de la Carrera de la Solidaridad y de los Campeones Olímpicos

2013
- Zuid Oost Drenthe Classic I
- 2 etapas del Tour de Olympia

2015
- Zuid Oost Drenthe Classic I
- 1 etapa de la París-Arrás Tour
- Tour de Overijssel
- 1 etapa del Tour de Olympia

2016
- Ster van Zwolle
- 1 etapa del Tour de Loir-et-Cher